# エリック・カイロール
エリック・カイロール（仏: Éric Cayrolle、1962年8月27日 ‐ ）は、フランス・ポー出身のレーシングドライバー。ケイロールと表記される場合もある。

## 経歴
1985年、母国フランスのルノー・5カップにデビュー。翌1986年もルノー・5カップに参戦しランキング9位となる。
1987年のフォーミュラ・ルノーでフォーミュラデビュー、ランキング10位。1988年からはフランスF3選手権にステップアップし、1991年まで出場した。F3での最高成績は6位で、フォーミュラからは撤退する。
プジョー・905スパイダーカップを経て、フランス・スーパーツーリング選手権に参戦。BMWをドライブして1996年から1998年まで3年連続でチャンピオンに輝いた。1999年もプジョーのウィリアム・デビッドにタイトルを奪われたが、シリーズ2位と好成績を残している。2001年にはヨーロッパツーリングカー選手権に移って3シーズンを戦ったがカイロールは余り成功できず、このレースと平行して参戦していたフランスGT選手権に数シーズン参戦。こちらに重点を置くようになった。
その後ツーリングカーレースに出場する機会はなかったカイロールだが、2009年にツーリングカーに一時的に復帰。世界ツーリングカー選手権の故郷ポーで行なわれた2レースに出場。サンレッド・エンジニアリングよりセアト・レオンで出場した。第1レースではクラストップを維持しながら残り1周でアクシデントに見舞わる。第2レースでも8位争いをシボレー・クルーズのニコラ・ラリーニと展開中にラリーニと接触。この事故により赤旗が出された。しかし、前の周回でレース成立となった為、カイロールのインディペンデント部門の優勝が決まった。

## レース戦歴

### フランス・フォーミュラ3選手権
| 年     | エントラント         | シャーシ       | エンジン           | 1       | 2       | 3       | 4       | 5      | 6      | 7      | 8       | 9       | 10      | 11      | 12      | 順位 | ポイント |
| ------ | -------------------- | -------------- | ------------------ | ------- | ------- | ------- | ------- | ------ | ------ | ------ | ------- | ------- | ------- | ------- | ------- | ---- | -------- |
| 1988年 | ニコレーシング       | レイナード 873 | アルファロメオ     | NOG 21  | DLM Ret | PAU Ret | LAC     | ROU 16 | LEC 20 | ALB 15 | NOG2 14 | BUG 16  | LED 14  | CET     | DIJ 10  | 24位 | 2        |
| 1989年 | ASA Armagnac Bigorre | ダラーラ F389  | フォルクスワーゲン | NOG 13  | LED 13  | MAG 7   | PAU 16  | DLM 17 | ROU 14 | CHA 7  | LEC 18  | ALB 14  | BUG 13  | CET Ret | DIJ 15  |      | 8        |
| 1990年 | DGレーシング         | ダラーラ F389  | フォルクスワーゲン | LED 12  | NOG 12  | MAG Ret | PAU 8   | CHA 14 | ROU 11 | LEC 12 | DIJ 13  | ALB Ret | MAG 18  | BUG 14  | CET 14  | 19位 | 3        |
| 1991年 | DGレーシング         | ラルト RT35    | フォルクスワーゲン | NOG Ret | LED 11  | MAG Ret | PAU Ret | DIJ 15 | CHA 6  | ROU 13 | MAG 11  | ALB 7   | BUG Ret | CET Ret | ARN Ret | 16位 | 9        |

- 太字はポールポジション、斜字はファステストラップ